# Bondita Acharya
Bondita Acharya (en asamés বন্দিতা আচাৰ্য; Jorhat, 12 de diciembre de 1972) es una defensora de los derechos humanos india. Ha participado en varias misiones de investigación para documentar casos de violencia sexual, vulneraciones de derechos humanos, caza de brujas y conflictos en el estado de la India Assam. Desde 2010, trabaja con distintas organizaciones de la Organización de las Naciones Unidas (ONU) en Ginebra, Nueva York y Bangkok.

## Trayectoria
Su padre era Jogananda Goswami, profesor de Química en la Universidad Jagannath Barooah de Jorhat, y su madre, Marinalini Goswami, era la directora de la escuela ME Girls School de la misma localidad. Ambos murieron en un lapso de dos años. Estuvo casada con Keyur Achraya, que falleció después de seis años y medio de matrimonio debido a un infarto de miocardio. Tiene un hijo llamado Palash Acharya.
Acharya estudió en Balya Bhavanen Jorhat y cursó 11º y 12º en el JB College, donde su padre era profesor. Se graduó de la Facultad de Ciencias de la Universidad Agrícola de Assam y se graduó del Departamento de Extensión y Comunicación de la Facultad de Ciencias de la Universidad de Vadodara, Gujarat. En 2015, obtuvo una beca como defensora de la vida humana en riesgo bajo el Programa de Becas del Centro de Derechos Humanos Aplicados (CAHR) de la Universidad de York, en Reino Unido.

## Polémica sobre la carne de vacuno
El 4 de abril de 2017, a raíz de una queja de Mridupawan Bora, miembro del Partido Popular Indio, tres personas fueron detenidas en Jorhat por poseer 500 gramos de carne de vacuno destinada al consumo. El consumo de carne de vaca es tabú en el hinduismo. Sin embargo, la ley por la cual se detuvo a estas tres personas, la Ley de Conservación del Ganado de Assam, no tipifica como delito la posesión o el consumo de carne de vacuno, sino que establece las condiciones en las que se puede sacrificar el ganado, lo que planteaba la duda de si eran legales las detenciones.
Acharya condenó los arrestos en redes sociales y Bajrang Dal, una organización nacionalista hindú, reaccionó con un comunicado de prensa exigiendo que emitiera una disculpa pública por esta condena. El 10 de abril de 2017, Acharya presentó una denuncia ante el Departamento de Investigación Criminal de Guwahati, Assam, en el noreste de la India, después de haber sido objeto de violentas amenazas en medios sociales por sus declaraciones en redes sociales contra el arresto de las tres personas. Fue amenazada de muerte, violación y ataques con ácido por miembros de Bajrang Dal.